# Betti Alver
Betti Alver (született: Elisabet Alver, Jőgeva, 1906. november 23. – Tartu, 1989. június 19.) a 20. századi észt irodalom egyik leghitelesebb és legkarizmatikusabb női alakja, az Arbujad irodalmi csoport tagja volt.

## Élete
Betti Alver egy sokgyermekes családba született a pályaudvar közelében. Később műveiben sok helyütt találkozhatunk a szülőhelyéről mintázott képekkel, hangulatokkal. 1914-től a tartui Puskin Leánygimnázium, majd az Eesti Noorsoo Kasvatuse Selts leánygimnáziumának (ma Mina Härma Gimnázium) növendéke volt, 1924-ben végzett. Ezt követően a Tartui Egyetemen tanult észt nyelvet és irodalmat. 1927-től, az egyetem után hivatásos íróként tevékenykedett Tartuban.
Az 1930-as esztendőben Heiti Talvik, későbbi férje adott át neki egy meghívót a Veljesto diáktársaság estjére. Itt megismerkedett a csoport tagjaival, és együttműködésre lépett többek között Ants Orasszal és Paul Viidinggel. Az akkor már ismertnek számító prózaírónő először 1931-ben próbálkozott versek írásával, amelyek nyomtatásban is megjelentek. Aktív társasági és irodalmi életet élt. 1934-től Eesti Kirjanikkude Liit, vagyis az Észt Írók Szövetségének tagja lett, és részt vett az Arbujad irodalmi társaságban is. 1937-ben házasságot kötött; a csendes szertartás baráti körben zajlott. A házasságkötés és az azt követő meghitt évek gyakran jelentek meg akkori munkáiban.
1941 júliusától 1944 szeptemberéig, a német megszállás ideje alatt egy vidéki kisfaluban éltek a Võrts-tó déli partján. Telente visszatértek a földekről a tartui lakásba. Később a függetlenség éveiben Alver érdeklődése a népi költészet, az írásbeliség forrásai felé fordult, és az ilyen archaikusabb szavak költészetében is tovább éltek.
1945 májusában Talvikut politikai vádakkal letartóztatták. Alver vidéken maradt, de csomagokat küldött férjének. 1947-ben elvesztette férjét, és az írónő édesanyja is elhunyt. 1950-ben a szocialista elhivatottság hiánya miatt törölték az Észt Írók Szövetségének jegyzékéből. Egy évvel később megismerkedett az Észt Irodalmi Múzeumban dolgozó Mart Lepikkel, akiben megbízható társra lelt.
1956-ban a sötétebb idők múlni kezdtek, visszahívták az Észt Írók Szövetségébe is, majd házasságra lépett Lepikkel. Később abba a házba költözött, ahol egykor Anna Haava írónő is élt.
Életében több kitüntetést is átvehetett, 1980-ban a Juhan Smuul irodalmi díjat, majd az Észt SzSzK kitüntetését. 1981-ben, életének 75-ik évében a nemzet írója címet is kiérdemelte.

## Irodalmi munkássága
Írásaiban univerzális kérdések foglalkoztatják – a személyes szabadság, a létezés kérdései, ideálok létezése, a mindennapi értékek mibenléte. Formailag az Arbujad társaságra jellemző mélységek lakonikusságától az újklasszicista formákig és szimbolista képekig változatos stílushasználat jellemzi.
Az első regényével (Tuulearmuke, 1927) elért sikereken felbátorodva az egyetem után hivatásosan is az írással kezdett foglalkozni. Kezdetekben inkább prózát írt, versekkel csak később próbálkozott. 1930-ban született az „Invaliidid” (Érvénytelenek) című elbeszélése, nem sokkal ezután a „Viletsuse komöödia” (A nyomor komédiája), majd a „Lugu valgest varesest” (1931, Történet a fehér varjúról). Utóbbinak főszereplőjét a kritikusok szokták Anyeginnek szoknyában nevezni, és Alver alaposan is ismerte Puskinnak e művét, mivelhogy ő fordította az orosz nyelvből észtre.
Realistább, de az előző művekkel stílusban még összekapcsolható soron következő művei két verses történet, a „Pirnipuu” (Körtefa) valamint a szimbolizmus felé hajló „Pähklikoor” (Mogyoróhéj).
Igazi áttörést mégis az 1930-as évektől írt lírai műveivel ért el, melyek a „Tolm ja tuli” (Por és tűz) című kötetben jelentek meg. Fiatalkori munkáiban a romantikus elemek is épp úgy jelen vannak, mint a világirodalom érzékelhető hatása figuráinak képében. Zárt formákkal dolgozik, átgondolt és súlypontozott a verseinek a vége, gyakran valamiféle meglepő fordulattal, ami általában elgondolkodásra bírja az olvasót. „A világ sorsát mindig” című verse jó példa erre, és világnézetére.
A kérdező gyermekből felnőve az én és a társadalom szembenállásából is kilép, újkeletű eszközei az irónia és a paradox helyzetek megjelenítése, a társadalmi normákat veszi közelebbről szemügyre. Megfogalmazásai jól idomulnak egybetartó gondolatmenetéhez, a tiszta rímek erőlködés nélkül állják meg helyüket a papíron.
Gondolatisága és mélysége miatt kritikusai férfiasnak ítélték stílusát. Rá is ragasztották a kékharisnyás bélyeget, ami egy akkoriban emancipáltnak számító, önállóan szellemi tevékenységet végző nőnek úgymond kijárt. Holott maga nem törekedett élesen kiválni, még görbe tükröt is mutatott az „ügybuzgó” nőknek.
Egy évtized alatt azonban mind tematikájában, mind nyelvezetében kisebb változásokon mentek át az írásai. Az észt népköltészet és írásos emlékek felé fordulva maga is használatba kezdett venni archaikusabb szavakat nyelvi elemeket. Leginkább a háború ideje alatt érezhető ez a tendencia. Szóalkotásaival a nyelvművelésben is szerepet vállalt így, és bár a stílusa egyszserű marad és közvetlen, bonyolultsága mégis fokozódott a szavak gazdag jelentéstárával átvitt értelemben is.
Későbbi költészetére jellemző, mint amilyen a „Csillagóra” is, az értékek felülvizsgálata.

## Magyarul megjelent művei
- Északi vártán c. kötetben három verse (ford. Virányi Elemér)
  - A gyönyör szigete
  - A színház
  - A múzsához
- A végtelenség szomja c. kötetben
  - Az adakozó (ford. Rab Zsuzsa)
  - Krónika (ford. Rab Zsuzsa)
- Az Erzsébet című kötetben
  - A színház (ford. Képes Géza)
- Költőnők antológiája c. kötetben
  - Színház (ford: Képes Géza)
  - A gyönyör szigete (ford: Képes Géza)
- Csillagok órája – Válogatás a Szovjetunió köztársaságainak költészetéből c. kötetben
  - Csillagok órája
  - Az adakozó
- Észt költők – Huszadik századi észt líra c. kötetben
  - Enged a fagy (ford. Rab Zsuzsa)
  - Két tavaszi dal
  - A tulipiros ernyő
  - Boltossegéd leszek
  - Ősz
  - Krónika
  - Fénypászta hull rám
  - Tűzdal
  - Az adakozó
  - Faköpönyeg
  - Csillagok órája
  - Ez volt minden
  - Rohamra
  - A gép
  - Életpelyhek
- Szonett, aranykulcs… – 1001 szonett a világirodalomból c. kötetben
  - Ősz (ford. Rab Zsuzsa)
- Harangok halk kondulása c. kötetben versek (ford. Simon Valéria)